# Bruce Ditmas
Bruce Ditmas (* 12. Dezember 1946) ist ein US-amerikanischer Jazzschlagzeuger.

## Leben
Ditmas begann seine musikalische Karriere achtzehnjährig als Begleiter von Judy Garland. Danach gehörte er mehrere Jahre lang dem Orchester von Gil Evans an, mit dem er bis Mitte der 1970er Jahre mehrere Alben aufnahm, wie 1973 Svengali, 1974 The Gil Evans Orchestra Plays the Music of Jimi Hendrix oder 1975 There Comes a Time. Daneben arbeitete er mit Lee Konitz, David Sanborn, Michael und Randy Brecker, Steve Kuhn und Stan Getz. Er trat auch in der Merv Griffin Show auf und arbeitete mit Barbra Streisand. Im Laufe seiner Karriere wirkte er an Aufnahmen von Paul Bley, Jaco Pastorius, Enrico Rava und Jean-Luc Ponty mit. Zu hören war er u. a. auch auf John Clarks Album I Will (1997).
1994 nahm er als Bandleader das Album What If mit dem Gitarristen John Abercrombie, Paul Bley und dem Saxophonisten Sam Rivers auf.